# Furtună de nisip

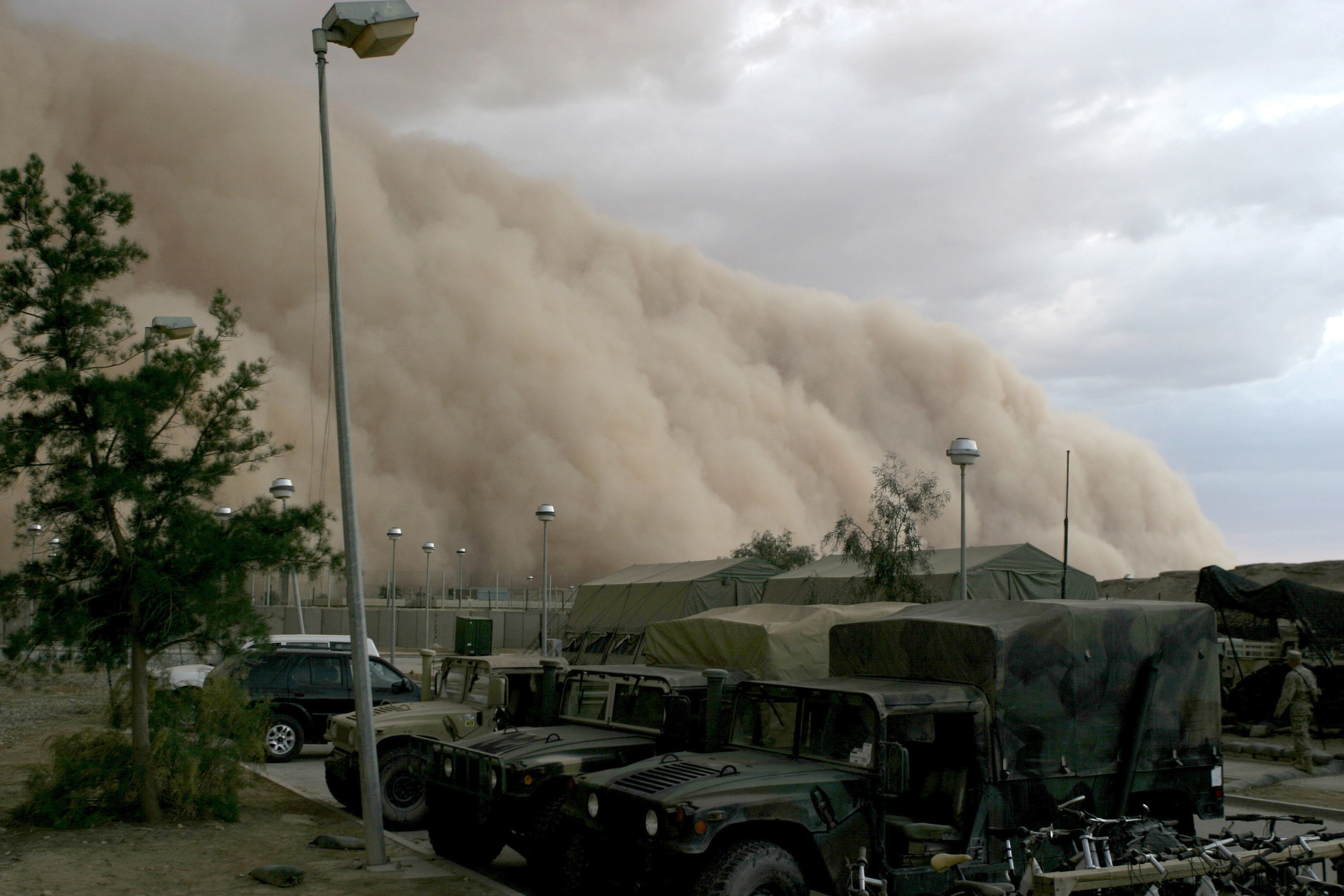
O furtună de nisip în Irak (2007)

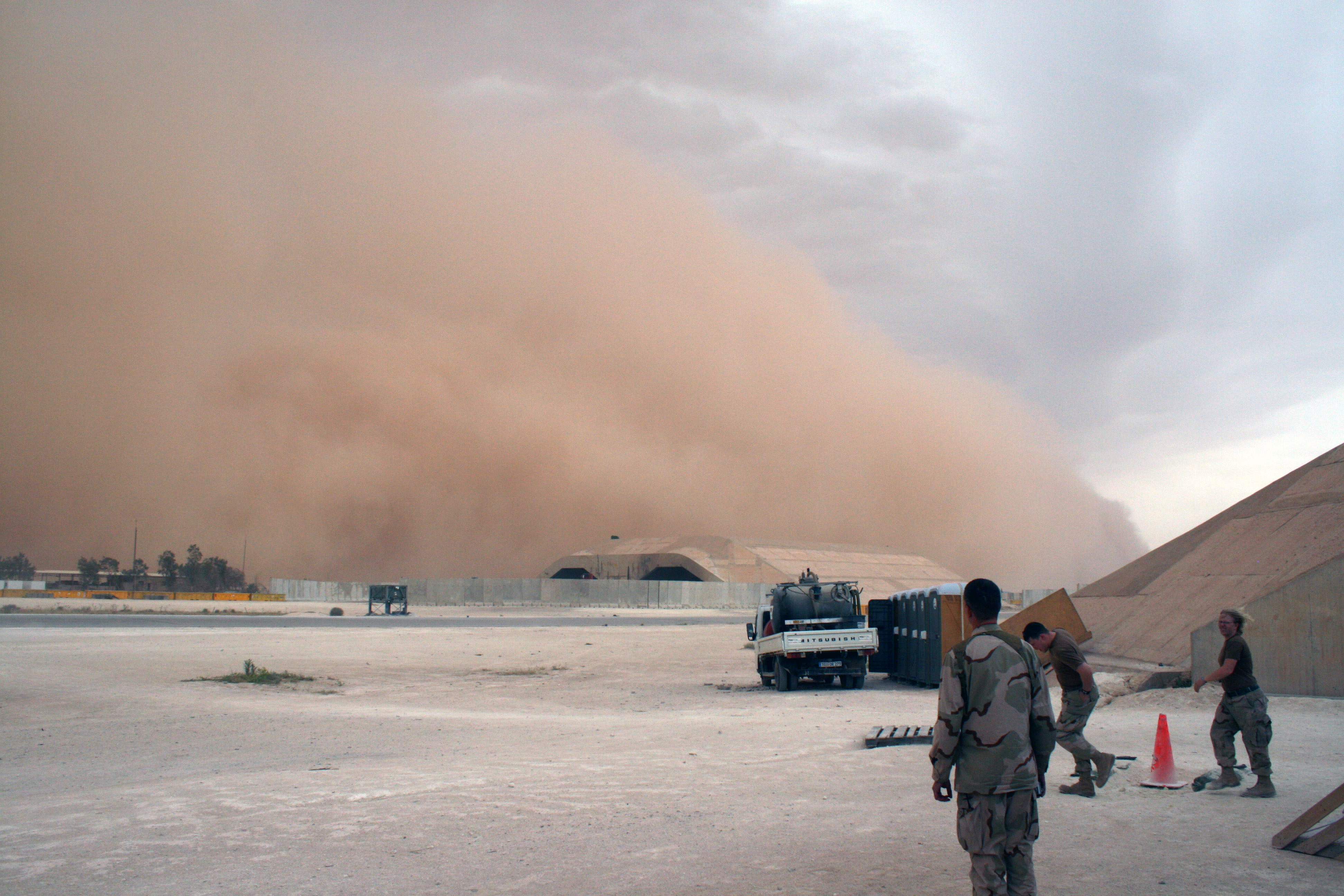
O altă furtună de nisip

Furtuna de nisip (sau Furtună de praf) este un fenomen meteorologic comun în regiunile aride și semi-aride. Apare atunci când un front atmosferic în rafale sau un alt vânt puternic suflă nisipul și praful de pe o suprafață uscată. Particulele sunt transportate prin săltare și suspensie, într-un proces care mișcă solul dintr-un loc și-l depozitează în altul. 
Sahara și zonele uscate din jurul Peninsula Arabice sunt principalele surse terestre ale nisipului/prafului din aer. De asemenea, unele contribuții vin și din Iran, Pakistan și Indiace care se depozitează în Marea Arabiei, dar și din China, aici semnificativele furtuni de praf se depun ulterior în Pacific. Începând cu anii 2000 se susține că slaba gestionare a zonelor uscate ale planetei, cum ar fi neglijarea sistemului cultivat sau defrișarea excesivă, duc la creștere în dimensiune și frecvență a furtunile de nisip în marginile deșertului și provoacă modificarea atât a climatului local, cât și a celui global, și, de asemenea, are un impact asupra economiilor locale. 
Furtunile de praf apar mai rar în regiunile de stepă, foarte rar în silvostepă și excepțional de rar în pădure (în cele două din urmă mai ales în timpul verii, pe o secetă severă). În regiunile stepă și (rar) silvostepă furtunile de praf pot apărea într-o primăvară devreme, după o iarnă, cu puțină zăpadă și o toamnă uscată.
Furtuna de nisip/praf apare de obicei pe un sol uscat, când viteza vântului este de 10 m/s sau mai mult. În înălțime variază de la câțiva metri și până la 1→4 km. 

## Legături externe
- Dust in the Wind
- The Bibliography of Aeolian Research Arhivat în 7 iunie 2017, la Wayback Machine.
- University of Arizona Dust Model Page Arhivat în 16 iulie 2011, la Wayback Machine.